# География Ивановской области

Общая карта Ивановской области

Ивановская область расположена в центре европейской части России. Большая часть лежит в междуречье Волги и Клязьмы. Площадь — 21 437 км² (одна из самых маленьких областей России, больше только Калининградской). Граничит с Владимирской, Нижегородской, Костромской и Ярославской областями. Протяженность территории с севера на юг — 158 км, с запада на восток — 230 км.

## Рельеф и геология

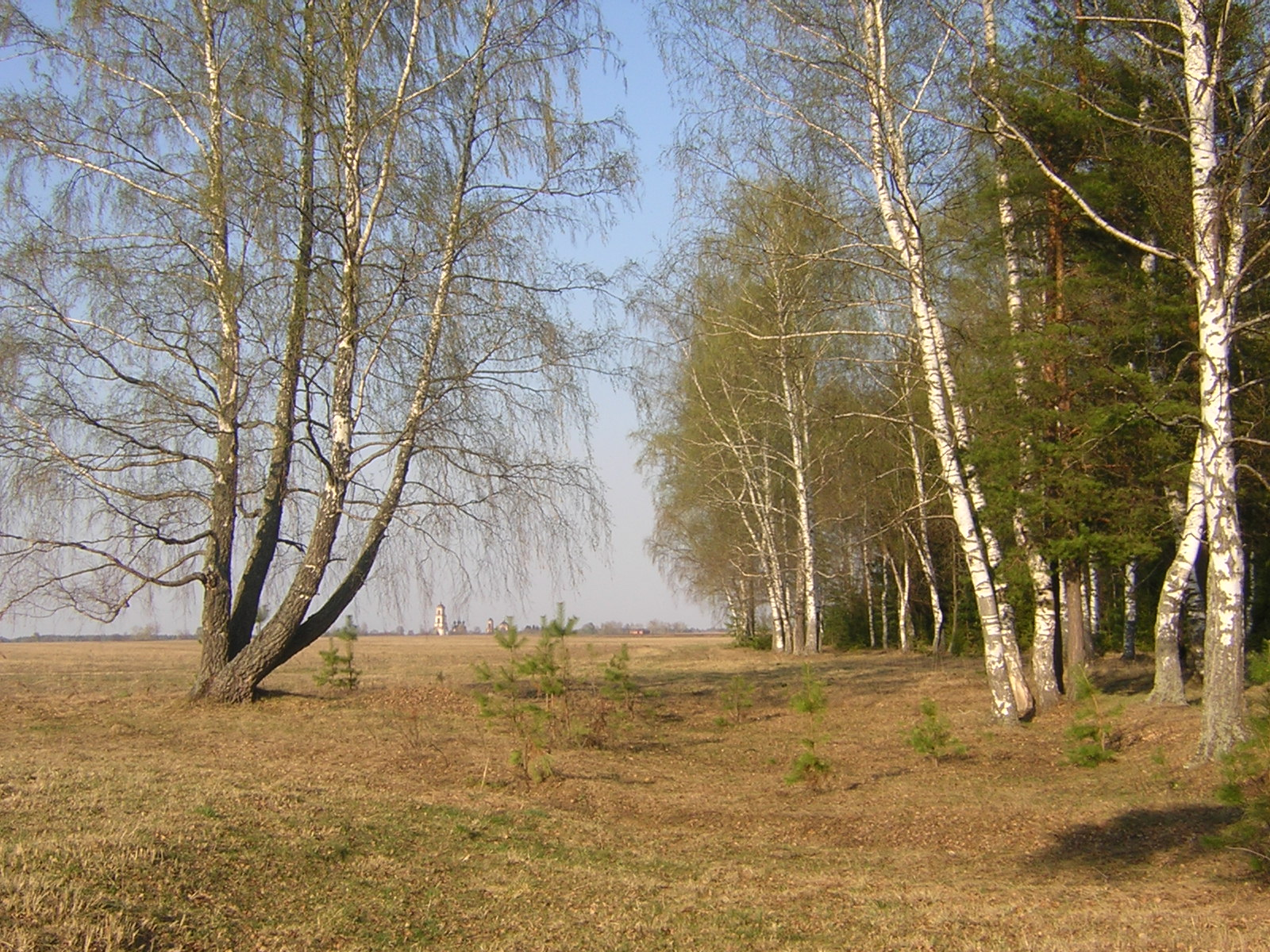
Опушка леса. Савинский район

Поверхность Ивановской области представляет собой полого-волнистую, местами плоскую низменную равнину, абсолютная высота которой достигает 212 м над уровнем моря (Московская возвышенность, у границы с Владимирской областью). Самая низкая точка области — 75 м над уровнем моря — находится на берегу реки Клязьмы.
На севере области с запада на восток протянулась цепь конечных морен московского оледенения — Ростово-Плёсская гряда, самая высокая точка которой достигает высоты 195 м. В заволжской части она переходит в Галичско-Чухломскую гряду с максимальной отметкой 196 м.
Междуречья, не заливавшиеся талыми ледниковыми водами, образованы днепровскими моренными отложениями. В ложбинах стока между холмами образовались озёра, впоследствии многие из них превратились в болота. По берегам рек в результате водной эрозии образовались глубокие овраги. На юге области в Савинском, Южском, Шуйском, Палехском районах распространены карстовые формы рельефа в виде воронок, карстовых озёр и карстовых западин.
Ивановская область расположена в центре Восточно-Европейской равнины. С тектонической точки зрения эта территория является частью Русской плиты и относится к южной части Московской синеклизы и северной окраине Волго-Уральской антеклизы. Кристаллический фундамент платформы залегает на глубине от 1700 м на юге до 3100 м на севере области. В фундаменте выделяются Шуйский и Комсомольский выступы, разделённые Макарьевским и Кохминским разломами.
В тектоническом строении осадочного чехла выделяются Комсомольский, Тейковский, Волгореченский, Вичугский, Рубский выступы и Ильинская, Писцовская, Аньковская, Иваньковская, Пеньковская, Дуляпинская, Наволокская, Решминская, Клочковская, Ольховская синклинали и мульды.
В геологическом строении территории Ивановской области принимают участие отложения от архея до четвертичных отложений. Кристаллический фундамент сложен породами архея — гранитами, гнейсами и кристаллическими сланцами. Осадочный чехол сложен отложениями венда, кембрия, ордовика, девона, карбона, перми, триаса, юры, мела, неогена и антропогена. Наиболее древние породы осадочного чехла — породы венда, залегают на глубине более 1700 м. Отложения силура в Ивановской области отсутствуют.
Наибольший интерес представляют геологические объекты, которые можно наблюдать во время походов и экскурсий, в частности:
- Юрские и триасовые обнажения по берегам Волги.
- Легковский карьер известняка в Южском районе.

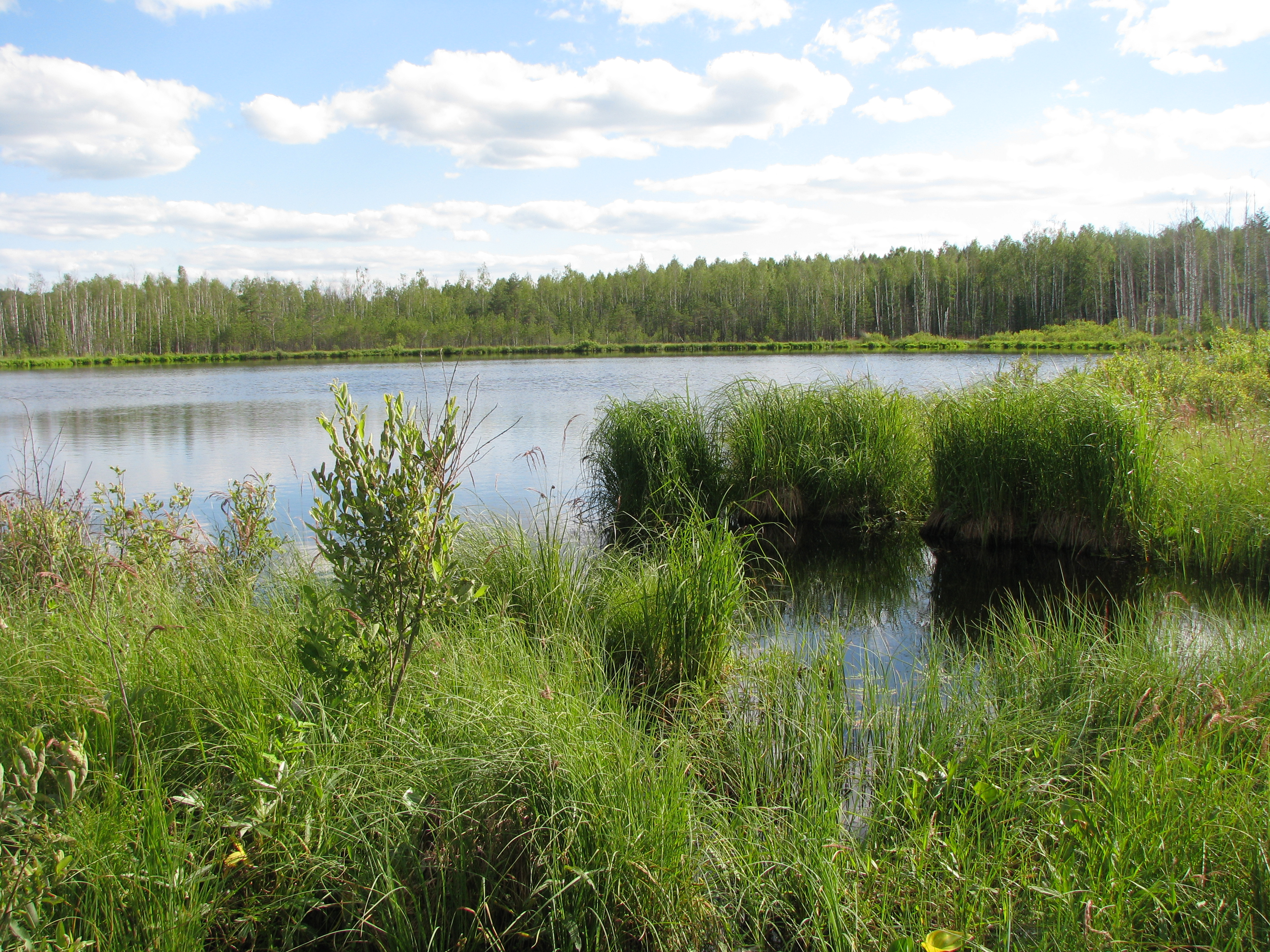
Карстовое озеро Большое Рассолово. Савинский район

- Карстовые воронки и карстовые озёра в Савинском, Южском, Шуйском, Палехском районах.
- Торфяные карьеры Тейковского, Комсомольского, Савинского, Южского и других районов.
- Песчано-гравийные карьеры, расположенные вдоль края конечных морен московского оледенения.
- Дюны в Южском районе

## Полезные ископаемые
Ивановская область бедна полезными ископаемыми. Распространены ископаемые осадочного происхождения.
Выявлено два месторождения стекольных песков федерального значения. Разведано Палехское месторождение (Палехский район) с промышленными запасами 3400 тыс. тонн. Кудреватинское (Лежневский район) месторождение имеет запасы 1216 тыс. тонн песков.
В Юрьевецком районе изучено месторождение фосфоритов федерального значения «Дарковское» на площади 1229 га с запасами 4525 тыс. тонн.
Имеются запасы формовочных глин в размере 11 919 тыс. тонн, торфа с балансовыми запасами 110 млн тонн, сапропеля с общими запасами до 72 млн м³, пресных подземных вод с эксплуатационными ресурсами 2,7 млн м³ в сутки, минеральные, лечебно-столовые и лечебные подземные воды. Имеются запасы строительных материалов: лёгкоплавких глин (37,9 млн тонн), керамзитового сырья (14,2 млн тонн), строительных и силикатных песков (73,6 млн тонн) и песчано-гравийных материалов (73 млн тонн).

## Климат
Климат области умеренно континентальный. Суммарная радиация равна 88 ккал на см² в год. Радиационный баланс положительный и составляет около 28 ккал на см².
На формирование климата оказывает влияние морской воздух, приходящий с северной Атлантики, значительно трансформированный над территорией Западной Европы.
Часто через территорию области проходят циклоны. Они приводят к частой смене погоды. В тыл проходящим циклонам затягивается холодный арктический воздух, приносящий сильные морозы зимой, заморозки в весенние и осенние месяцы и прохладную погоду летом. Вторжение арктических континентальных воздушных масс вызывает понижение температуры воздуха в любое время года. Иногда жаркий сухой воздух приходит в центр Восточной Европы со стороны Казахстана в летнее время, и на территории Ивановской области преобладает антициклональный тип погоды.
В окрестностях Иванова выпадает в среднем 664 мм осадков в год, при этом испарение составляет 480 мм, а коэффициент увлажнения равен 1,38, что характеризует территорию как избыточно увлажненную. Среднегодовая скорость ветра составляет 4,3 м/с.
В Ивановской области хорошо выражены все четыре времени года.

### Зима
Зима на территории области начинается обычно во второй половине ноября, когда средняя суточная температура переходит через 0 °С в сторону понижения. Самая низкая средняя месячная температура воздуха наблюдается в январе: −9 ºС, а рекордно низкая: −22,2 ºС была в январе 1987 года. Абсолютный минимум температуры составляет −46 ºС. Зимой, особенно в последние годы, часто случаются оттепели, во время которых дневная температура может достигать 7-9ºС. За зиму выпадает около 30 % годовой нормы осадков. Устойчивый снежный покров устанавливается в конце ноября — начале декабря. В среднем по области продолжительность периода со снежным покровом составляет 152 дня. За календарную зиму бывает 37 дней с метелью. Зима заканчивается в конце марта, с устойчивым превышением средней суточной температуры 0 °С. Продолжительность зимы в среднем около 4 месяцев. Поступление солнечного тепла — 6 ккал на 1 см². В последние годы из-за глобального потепления зима наступает всё позже, а заканчивается всё раньше.

### Весна
Таяние снега начинается в конце марта, полностью снежный покров сходит в среднем во второй декаде апреля. Поступление солнечного тепла увеличивается до 30 ккал на 1см². Средняя месячная температура воздуха от −4 ºС в марте до 13 ºС в мае. Весной часто бывают заморозки. В это время года выпадает около 20 % годовой нормы осадков.

### Лето
Лето начинается в конце мая, когда средняя суточная температура воздуха превышает 15 ºС. Самый тёплый месяц года — июль, когда средняя месячная температура воздуха достигает 17,4 ºС. Абсолютный максимум температуры : +38 ºС. Абсолютный минимум температуры в июне: −3 ºС. Лето заканчивается в конце августа. Продолжительность лета — около 3 месяцев.
За лето выпадает 40 % годового количества осадков. Осадки в виде непродолжительных ливней часто сопровождаются грозами. Поступление солнечного тепла — 40 ккал на 1 см².

### Осень
Первые заморозки начинаются в среднем в конце сентября — начале октября. Осадков осенью выпадает меньше, чем летом, но они имеют моросящий, затяжной характер. В сентябре — ноябре резко преобладают ветры юго-восточных направлений. Поступление солнечного тепла — 12 ккал на 1см². Осень наступает в конце августа и заканчивается в конце ноября. Средняя длительность осени — 45 дней.

## Гидрография

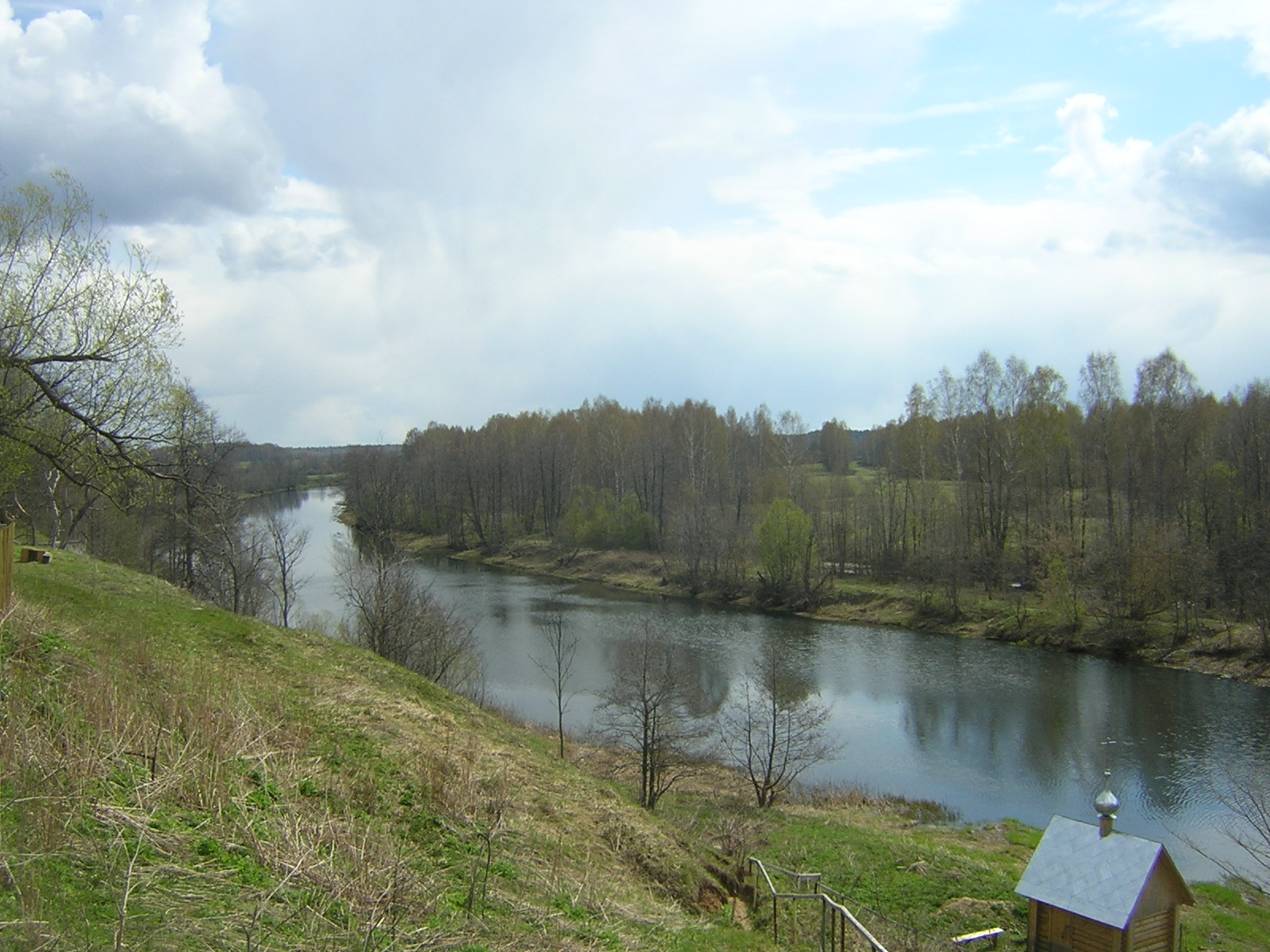
Река Теза у села Сергеева близ Шуи

На территории области насчитывается около 1700 рек и ручьёв и более 150 озёр.
Реки области относятся к бассейну Волги (около 70 % территории области) и Клязьмы. Главные реки: Волга с Горьковским водохранилищем и притоками Шача, Мера, Ёлнать, Кинешемка; притоки Клязьмы — Нерль (с притоком Ухтома), Уводь (c притоками Ухтохма и Вязьма), Теза (с притоками Парша и Люлех) и Лух (с притоком Ландех). Реки региона имеют смешанное питание с преобладанием снегового (более 50 % годового стока). Среднегодовой сток рек составляет 5,5-7 л/сек с 1 км².
Основная часть озёр находится в центре и на юге области; это Подозёрское, Юрицинское, Бобурянское, Петряевское озёра в Комсомольском районе; Серковское в Ивановском районе; озёра-старицы Орехово, Долгое и Сорокино в Клязьминском заказнике; озёра Шадрино, Ламское, Святое, Поныхарь, Заборье и самое глубокое в области Клещинское (35 метров) в Южском районе. Крупнейшее и наиболее известное озеро — озеро-болото Сахтыш. Крупнейшее и наиболее легкодоступное озеро Рубское (площадь зеркала — 2,97 км²) находится в Тейковском районе по дороге Иваново — Владимир.
Кроме Горьковского, на территории области несколько водохранилищ, среди них Уводьское (дополняемое каналом Волга — Уводь) и Моркушское.
Площади земель под поверхностными водными объектами, включая болота, составляют 115,7 тыс. га (5,4 %). Из них под реками, ручьями, озёрами, водохранилищами, прудами — 65,0 тыс. га, под болотами — 50,7 тыс. га.

## Почвы

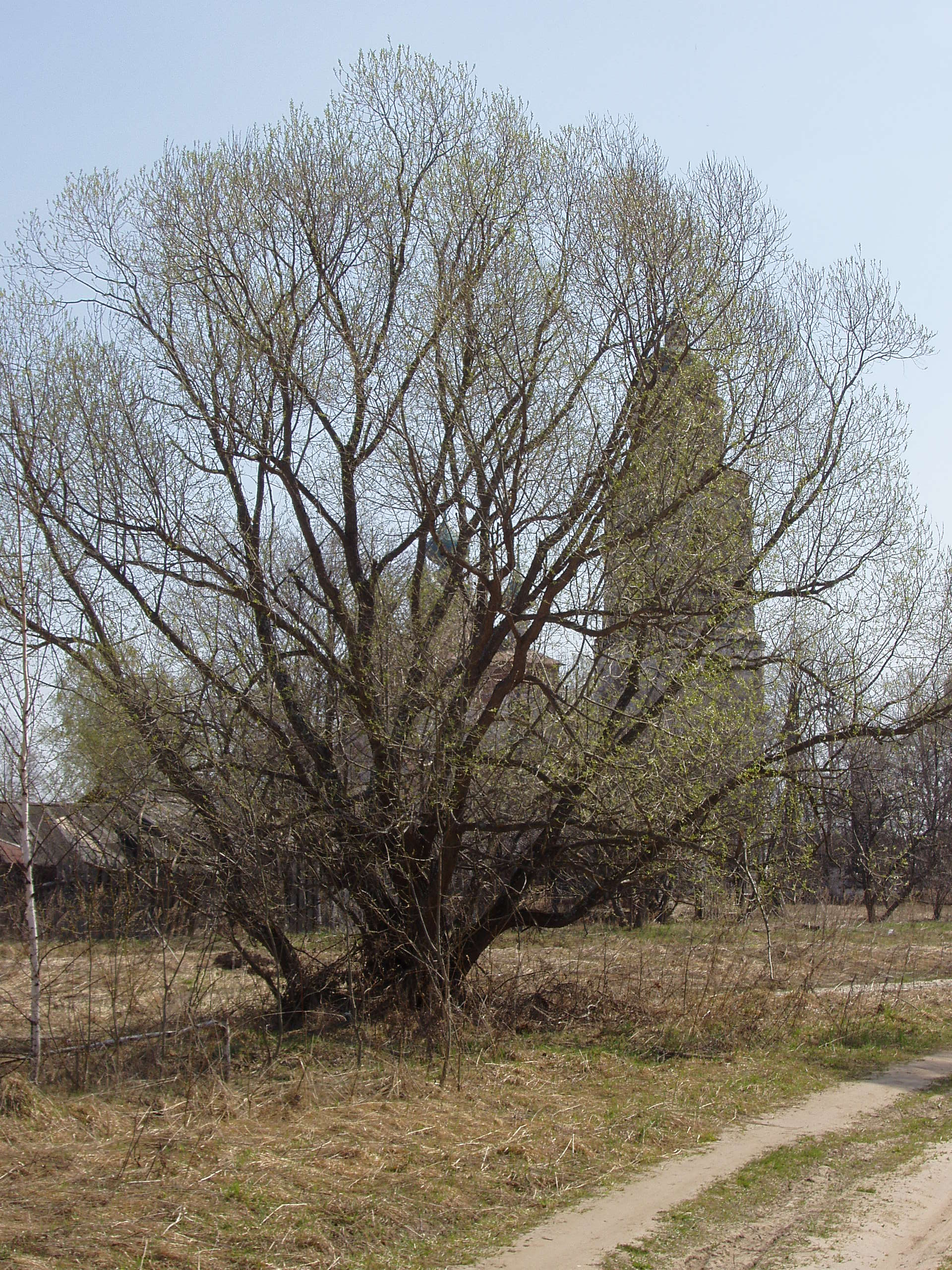
Ива белая во время цветения. Савинский район

Преобладающий тип почв — дерново-подзолистый. Для них характерно низкое содержание гумуса, высокая кислотность и небольшая мощность гумусового горизонта. Механический состав почв различается с севера на юг: на севере преобладают суглинистые, в центре и на юге — супесчаные. Встречаются также серые лесные почвы, болотные почвы и аллювиальные почвы. В Гаврилово-Посадском районе встречаются чернозёмы Ополья.

## Растительность
Область расположена на стыке двух лесных зон: тайги и смешанных лесов. Леса занимают около 48 % территории области. Преобладают смешанные леса, хвойные леса распространены в основном на севере области. Леса относятся к подзоне южной тайги и зоне смешанных лесов. Основными лесообразующими породами являются сосна и ель, в южной части области значительна примесь широколиственных пород — дуба и липы. Леса характеризуются преобладанием вторичных мелколиственных и смешанных насаждений. Общая площадь лесов составляет 1037,5 тыс. га, или 48 % от общей площади. Лесистость по районам изменяется от 30 % на юге до 65 % на севере.
Луговая растительность занимает около 10 % территории области. Наиболее распространены суходольные луга с низкотравьем. В поймах рек встречаются высокопродуктивные злаково-разнотравные луга. Болота занимают значительные площади, особенно много их на междуречье Волги и Клязьмы.
Растительность области отличается большим разнообразием, включая лесные, луговые, болотные и водные сообщества. Широко распространены лекарственные растения — земляника, черника, костяника, брусника, смородина, калина, медуница, шиповник, душица, мята, лапчатка, синеголовник, клюква, брусника, голубика, пустырник, крапива, цикорий, тмин и другие.

## Экологическое состояние

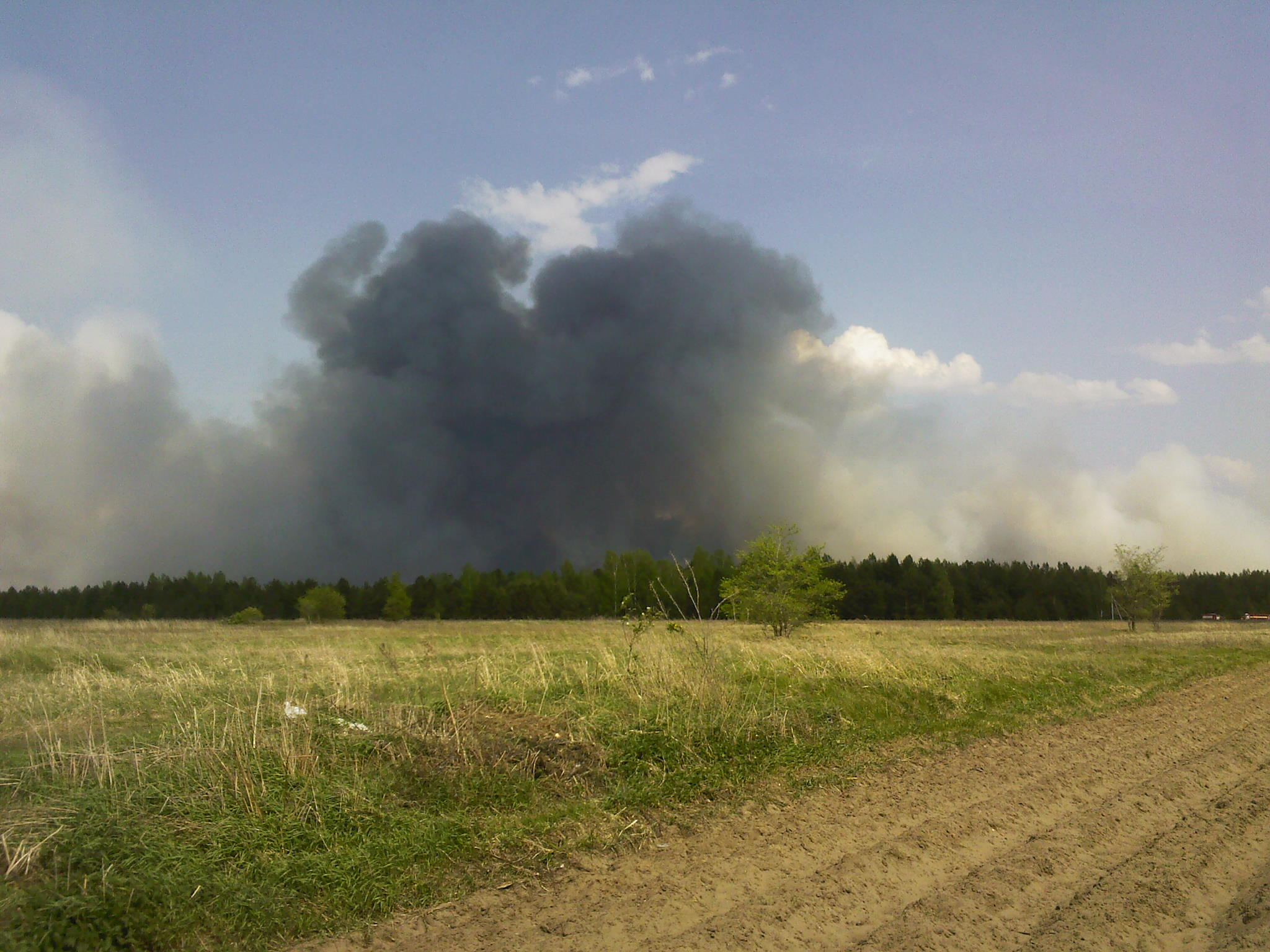
Лесной пожар близ города Южи. Май 2010 года

Экологическое состояние в области относительно неблагоприятное. Основными источниками загрязнения являются промышленные предприятия и жилищно-коммунальное хозяйство. Наиболее загрязнены реки Уводь, Волга, Нерль и Теза. Наибольшее количество загрязняющих веществ поступает в водные объекты со сточными водами предприятий г. Иваново, Кинешма и Шуя. Большая часть предприятий не имеет современных очистных сооружений. Остро стоит проблема утилизации и переработки промышленных и бытовых отходов. В почвенном покрове городов и промышленных центров отмечается повышенное содержание тяжелых металлов — свинца, цинка, меди, ртути. Выбросы промышленных предприятий и автотранспорта загрязняют атмосферный воздух.
Леса области сильно страдают от пожаров, незаконных рубок и вредителей леса. Негативное воздействие на окружающую среду оказывают торфоразработки и добыча песчано-гравийных материалов. В ряде районов отмечается обмеление малых рек и эрозия почв.
В целях сохранения уникальной природы и биологического разнообразия в регионе создан Клязьминский заказник и ряд заказников и памятников природы регионального значения.
С 6 по 16 мая 2010 года в Ивановской области полыхал огромный лесной пожар. Выгорело около 10 тыс. га леса.
В 1971 году на территории Ивановской области был произведён мирный подземный ядерный взрыв «Глобус-1». Во время взрыва произошёл аварийный выброс радиоактивных веществ на поверхность. В настоящий момент проводятся работы по реабилитации объекта.